# 17 май
17 май е 137-ият ден в годината според григорианския календар (138-и през високосна). Остават 228 дни до края на годината.

## Събития
- 1395 г. – Обединени унгаро-влашки войски нанасят поражение на османската армия при Ровине, Влашко.
- 1498 г. – Корабите на Васко да Гама достигат до Индия.
- 1555 г. – В София мюсюлмански фанатици убиват с камъни Никола Мартинов (свети Николай Софийски Нови), решил да се върне към християнската вяра.
- 1694 г. – Основан е окръг Бърлингтън в щата Ню Джърси, САЩ.
- 1723 г. – Основан е град Перм в Русия.
- 1777 г. – Официално е утвърден Гербът на Сърбия от императрица Мария Тереза.
- 1792 г. – Създадена е Нюйоркската фондова борса.
- 1846 г. – Саксофонът е патентован от Адолф Сакс.
- 1860 г. – Основаван е германският футболен клуб ТШФ Мюнхен 1860.
- 1876 г. – Априлското въстание: Четата на Таньо Стоянов (Таньо войвода) преминава Дунава и слиза на български бряг (стар стил).
- 1890 г. – Състои се премиерата на операта „Селска чест“ на Пиетро Маскани в театър Констанци в Рим.
- 1900 г. – Издадена е книгата „Вълшебникът от Оз“ на Лиман Франк Баум.
- 1907 г. – Тодор Паница и Екатерина Измирлиева се венчават.
- 1913 г. – В Лондон е подписан мирен договор между държавите от Балканския съюз (България, Сърбия, Гърция и Черна гора) и Османската империя, с който се слага край на Балканската война (1912 – 1913).
- 1928 г. – Официално са открити Деветите летни олимпийски игри в Амстердам, Нидерландия.
- 1930 г. – Френският министър на външните работи Аристид Бриан се обръща с призив за създаване на Европейски федерален съюз.
- 1956 г. – Народна република България е приета за член на ЮНЕСКО.
- 1964 г. – Основан е футболен клуб АЕЛ 1964, Лариса, Гърция.
- 1969 г. – Програма Венера: Съветският космически апарат Венера 6 започва навлизане в атмосферата на Венера и предава данни 51 минути, след което е смачкан от атмосферното налягане.
- 1980 г. – Започва Вътрешният конфликт в Перу, който официално продължава и до днес.
- 1990 г. – Общото събрание на Световната здравна организация (СЗО) премахва хомосексуалността от списъка с психиатрични заболявания.
- 1991 г. – Официалната рождена дата на интернет. Тим Бърнърс-Лий представя продукта си в научна комисия в Европейския център за ядрени изследвания (CERN).
- 1995 г. – След като 18 години е кмет на Париж, Жак Ширак встъпва в длъжността президент на Франция.
- 1995 г. – Силвестър Сталоун се жени за вече бившия модел Дженифър Флавин, от която има три дъщери.
- 2006 г. – Баташките мъченици са канонизирани за светци от Българската старостилна православна църква.
- 2010 г. – Самолетът при полет 112 на „Памир Еъруейс“ се разбива в Афганистан и убива всички 44 души на борда.
- 2011 г. – Учредена е политическата партия „Национален фронт за спасение на България“.

## Родени
- 1682 г. – Бартоломю Робъртс, известен пират от уелски произход († 1722 г.)
- 1769 г. – Мохамед Али паша, управител на Египет († 1848 г.)
- 1836 г. – Вилхелм Щайниц, австро-американски шахматист († 1900 г.)
- 1844 г. – Юлиус Велхаузен, германски ориенталист († 1918 г.)
- 1863 г. – Чарлз Робърт Ашби, английски архитект, дизайнер и предприемач († 1942 г.)
- 1866 г. – Ерик Сати, френски композитор и пианист († 1925 г.)
- 1873 г. – Анри Барбюс, френски писател и общественик († 1935 г.)
- 1886 г. – Алфонсо XIII, крал на Испания († 1941 г.)
- 1890 г. – Курт Бадински, германски офицер († 1966 г.)
- 1898 г. – Карл Маус, германски генерал († 1959 г.)
- 1900 г. – Рухолах Хомейни, ирански политик и духовник († 1989 г.)
- 1902 г. – Иван Ненов, български художник († 1997 г.)
- 1904 г. – Жан Габен, френски актьор († 1976 г.)
- 1909 г. – Магда Шнайдер, германска актриса († 1996 г.)
- 1912 г. – Живко Сталев, български юрист († 2008 г.)
- 1914 г. – Апостол Пашев, български политик († 1996 г.)
- 1915 г. – Янаки Холевич, български лекар († 2007 г.)
- 1919 г. – Мари Деа, френска актриса († 1992 г.)
- 1931 г. – Георги Христов, български македонистки журналист († 2021 г.)
- 1934 г. – Роналд Уейн, американски бизнесмен
- 1936 г. – Денис Хопър, американски актьор и режисьор († 2010 г.)
- 1955 г. – Каспар Симеонов, български волейболист
- 1959 г. – Атанас Атанасов, български политик
- 1961 г. – Enya, ирландска музикантка
- 1964 г. – Фумихико Сори, японски режисьор
- 1965 г. – Лилия Игнатова, българска гимнастичка
- 1965 г. – Трент Резнър, американски музикант (Nine Inch Nails)
- 1966 г. – Албен Белински, български спортист
- 1967 г. – Джоузеф Акаба, американски астронавт
- 1970 г. – Анжелика Агурбаш, беларуска / руска певица, актриса, модел и телевизионна водеща
- 1971 г. – Максима Нидерландска, кралица на Нидерландия
- 1972 г. – Елена Пампулова, българска тенисистка († 2023 г.)
- 1974 г. – Дамяно Томази, италиански футболист
- 1979 г. – Давид Яролим, чешки футболист
- 1979 г. – Джими Окесон, шведски политик
- 1981 г. – Владан Груич, босненски футболист
- 1983 г. – Димитър Стоянов, български политик
- 1984 г. – Пасинджър, английски музикант, певец и текстописец
- 1988 г. – Ники Рийд, американска актриса
- 1990 г. – Людмил Илиев, български дипломат

## Починали
- 913 г. – Ода, херцогиня на Саксония (* 805 г.)
- 1395 г. – Крали Марко, крал на Прилеп (* 1335 г.)
- 1395 г. – Константин Драгаш, велбъждски деспот (* неизв.)
- 1510 г. – Сандро Ботичели, флорентински художник (* 1445 г.)
- 1606 г. – Лъже-Дмитрий I, цар на Русия (* неизв.)
- 1727 г. – Екатерина I, императрица на Русия (* 1684 г.)
- 1765 г. – Алексис Клод Клеро, френски математик (* 1713 г.)
- 1829 г. – Джон Джей, американски политик (* 1745 г.)
- 1838 г. – Рене Огюст Кайе, френски пътешественик (* 1799 г.)
- 1838 г. – Шарл Морис дьо Талейран, френски политик (* 1754 г.)
- 1886 г. – Джон Диър, американски ковач и фабрикант (* 1804 г.)
- 1908 г. – Карл Колдевей, германски изследовател (* 1837 г.)
- 1919 г. – Бранислав Велешки, български революционер (* 1834 г.)
- 1940 г. – Миле Рахов, български революционер (* 1869 г.)
- 1944 г. – Александър Димитров, деец на РМС и БКП (* 1909 г.)
- 1949 г. – Димитър Кузманов Цветков (горянин), борец против комунизма в Пиринска Македония (* †? г.)
- 1958 г. – Петър Вариклечков, български офицер (* 1861 г.)
- 1962 г. – Даниел Сорано, френски актьор (* 1920 г.)
- 1966 г. – Феликс Щайнер, германски офицер (* 1896 г.)
- 1987 г. – Гунар Мюрдал, шведски икономист, Нобелов лауреат (* 1898 г.)
- 1989 г. – Георги Алурков, български режисьор (* 1926 г.)
- 1993 г. – Михаил Михеев, руски писател (* 1911 г.)
- 1999 г. – Брус Феърбеърн, канадски музикант (* 1949 г.)
- 2002 г. – Лазо Королов, български общественик (* 1902 г.)
- 2002 г. – Ласло Кубала, унгарски футболист и треньор (* 1927 г.)
- 2009 г. – Марио Бенедети, уругвайски поет и есеист (* 1920 г.)
- 2009 г. – Петър Слабаков, български актьор и политик (* 1923 г.)
- 2012 г. – Дона Самър, американска поп певица (* 1948 г.)
- 2014 г. – Джералд Еделман, американски биохимик и имунолог, Нобелов лауреат през 1972 г. (* 1929 г.)
- 2022 г. – Вангелис, гръцки композитор (* 1943 г.)

## Празници
- Източноправославна църква – Събор на Св. Баташки мъченици; ден на Свети Свети Андроник

- Международен ден срещу хомофобията и трансфобията
- Международен ден на телекомуникациите
- Световен ден на информационното общество
- Световен ден за борба с хипертонията (от 2005 г.)
- Норвегия – Ден на конституцията (1814 г., национален празник)
- България – Ден на българския спорт (от 2006 г.)
- Празник на град Габрово